# 비헤이비어 테크 컴퓨터
비헤이비어 테크 컴퓨터(Behavior Tech Computer, BTC)는 키보드, 웹캠, 마우스 장치를 포함한 다양한 컴퓨터 액세서리를 제조한다. 광학 드라이브를 제조했지만 시장을 떠나기로 결정하고 광학 부문을 폭스콘에 매각했다.
이 회사는 1982년에 설립되었으며 이듬해 정전식 키보드를 출시했다. 국제적인 확장이 빠르게 이어졌다.
- 1986 BTC 미국
- 1988년 비티씨코리아
- 1989 BTC 유럽 - 네덜란드에 본사를 둔 판매 허브
- 1991 BTC 프랑스
- 1992 BTC 라틴 - 미국 플로리다에 본사를 두고 있음
- 1993 BTC 독일 - 독일과 동유럽 중심[1]

이러한 확장으로 인해 BTC는 타이완 비즈니스 위클리(Taiwanese Business Weekly) 잡지에서 대만에서 "세 번째로 국제화된" 회사로 묘사되었다.

## 같이 보기
- 대만의 기업 목록